# Аболла

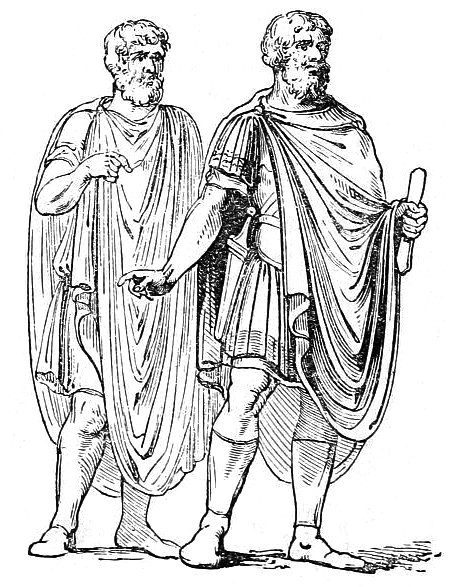
Двоє чоловіків у аболлах, зображені на барельєфах на тріумфальній арці Септимія Севера в Римі

Абола (лат. abolla) — одяг, схожий на плащ, який носили стародавні греки та римляни. Ноній Марцелл цитував уривок з тексту Варрона, вказуючи, що це був одяг, який одягали солдати (vestis militaris) і, таким чином, протиставлявся тозі.
Проте абола не була обмежена прошарком військових, а одягалась також у місті. Особливо нею користувались філософи-стоїки в Римі як філософським плащем, так само як грецькі філософи звикли відрізнятися певним одягом. Тому вираз Ювенала «facinus majoris abollae» (укр. важкий злочин аболи) означає «злочин, що був скоєний дуже глибоким філософом».
Слово abolla насправді є латинізацією грецького слова ambolla (ἀμβόλλα) або анабол ἀναβολή), для назви вільного вовняного плаща.